# Johannes Ruland (Unternehmer)

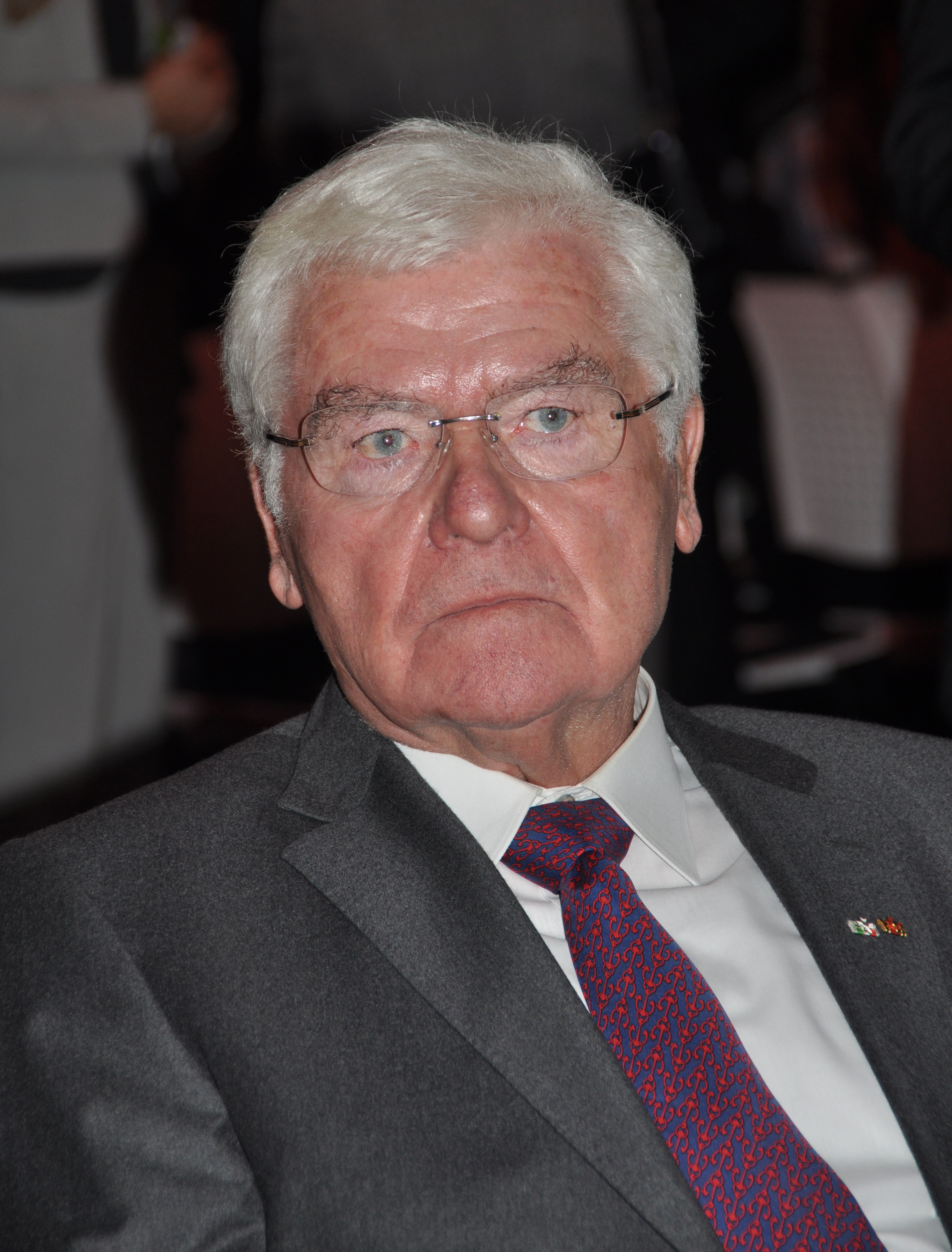
Johannes Ruland (2017)

Johannes Ruland (* 8. Dezember 1939 in Frechen; † 5. Februar 2020) war ein deutscher Manager und Unternehmer. 

## Leben
Ruland war Diplom-Betriebswirt. Er war als Generalbevollmächtigter der Kraemer-Gruppe tätig sowie als selbständiger Unternehmer im Diamant- und Münzhandel. Seit 1974 gehörte er dem Vorstand der Gold-Kraemer-Stiftung an, seit 2007 als Vorstandsvorsitzender.
Johannes Ruland starb 2020 im Alter von 80 Jahren.

## Ehrungen und Auszeichnungen
Für sein soziales Engagement wurde Ruland 2001 mit dem Bundesverdienstkreuz am Bande ausgezeichnet.
Von Ministerpräsident Jürgen Rüttgers erhielt er 2008 den Verdienstorden des Landes Nordrhein-Westfalen. Sein „langjähriges großes Engagement“ beim Aufbau des Lazarus-Hilfswerkes (LHW) würdigte der Großmeister des Lazarus-Ordens, Carlos Gereda de Borbon, mit der Verleihung des Ritterkreuzes für Verdienste mit Stern im Oktober 2014.
Im Jahr 2016 wurde Ruland das Verdienstkreuz 1. Klasse der Bundesrepublik Deutschland für sein langjähriges soziales Engagement verliehen. Es wurde ihm von NRW Sozialminister Rainer Schmeltzer überreicht. Im Oktober 2021 wurde er postum für sein soziales Engagement mit dem Rheinlandtaler in der Kategorie Gesellschaft ausgezeichnet.